# 오색의 전방
"오색의 전방"은 1989년에 제작된 대한민국의 영화이다.

## 줄거리
만병에 두루 좋다는 명성이 자자한 오색의 전방을 가진 젊은 의원에게 환자들이 문전성시를 이루고 부인병, 성적불만 등 부부의 합방 불만증 등에 치유를 보면서 명성을 떨친다. 아이가 없던 관찰사 내당 마님을 수태하게 하여 상을 받기도 한다. 그러나 과부댁의 젊은 마님은 신묘한 치료를 받고도 결국 죽고 만다. 충격을 받은 젊은 의원은 방랑의 길을 떠나고 방랑길에 아미담을 만나 첫사랑의 규수를 떠올리고 온갖 수단방법을 동원한 끝에 그녀의 사랑을 얻고 행복한 가정을 이룬 후 다시 개업을 하여 각양각색의 환자들로 문전성시를 이룬다. 

## 출연

### 주연
- 의원 : 이대근
- 아미당 : 박미향
- 대모 : 김애경
- 대방 마님 : 방희

### 조연
- 부인 : 김형자
- 남편 : 김상순
- 아씨 마님 : 최민금
- 종만 : 이희성
- 귀동 : 이재혁
- 종년 : 서경선
- 오목 : 주호성
- 오목네 : 박예숙

### 단역
- 떡쇠 : 박동룡
- 떡쇠네 : 우정아
- 정 여인 : 김진성
- 남편 : 박용팔
- 군관 : 이석구
- 포교 : 박용호
- 목수 : 신찬일
- 강 진사 : 최성관
- 투전꾼 1 : 주상호
- 투전꾼 2 : 길달호
- 주모 : 석인수
- 아낙 1 : 조학자
- 아낙 2 : 유경애
- 아낙 3 : 문미봉
- 아낙 4 : 강희
- 아낙 5 : 김미정
- 아낙 6 : 원영순
- 어린 소녀 : 박성미
- 집사 : 박부양
- 기녀 : 남소현
- 똘이 : 서민호
- 아이 : 노정연

## 기타
- 제작총지휘: 최재호
- 제작진행: 정석한
- 조명: 조길수
- 녹음: 김경일
- 미술: 도용우
- 소품: 이태우
- 미용: 박금자
- 분장: 안근호
- 의상: 이해윤
- 의상: 최을순
- 효과: 양대호